# Bryan Kneale

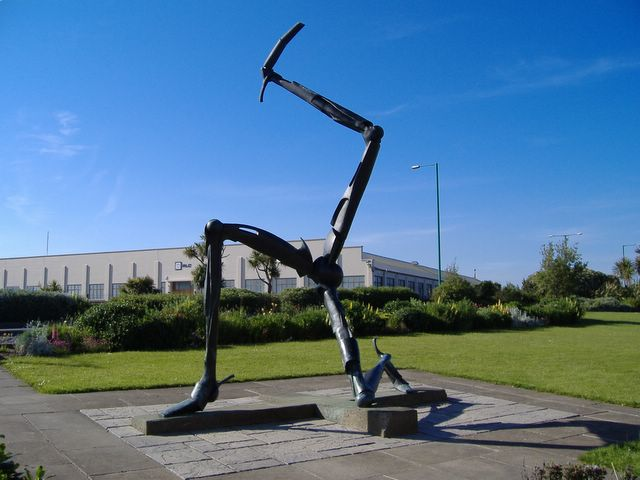
The Three Legs of Man

Robert Bryan Charles Kneale MBE (* 19. Juni 1930 in Douglas (Isle of Man)) ist ein britischer Bildhauer.

## Leben und Werke
Bryan Kneale ist ein Bruder von Nigel Kneale und damit der Schwager von Judith Kerr und der Onkel von Tacy und Matthew Kneale. Er studierte ab 1947 an der Douglas School of Art Malerei und wechselte 1948 an die Royal Academy Schools in London, wo er seine Ausbildung bis 1952 fortsetzte. Während dieser Zeit erhielt er ein Rom-Stipendium. 1960 wechselte er sein Fach und ging zur Bildhauerei über. Ab 1968 lehrte er am Hornsey College of Art and Design, später am Royal College of Art in London. Er war dort unter anderem von 1990 bis 1995 Professor für Zeichnen. Er lebt und arbeitet in London. Er porträtierte unter anderem Charles Laughton, Sir Michael Redgrave und Sir Herbert Read.
Seine plastischen Werke aus Metall wurden von der Kritikerin Hilary Spurling mit Zeichnungen im Raum verglichen und von ihm selbst einmal als dreidimensionale Zeichnungen bezeichnet.
Als Quelle seiner Inspirationen etwa ab der Mitte der 1980er Jahre bezeichnete er die Natur, insbesondere die Skelette von Tieren, die er im Natural History Museum in London studierte und deren zahlreiche Formen und Abwandlungen ihn faszinierten: „The endless invention in nature of bony structures from minute tiny insects and animals to colossal forms of dinosaur bones … has always fascinated me.“ In den 1990er Jahren kamen zu diesen natürlichen Strukturen auch abstrakte hinzu. Er arbeitete damals unter anderem mit geschnittenen, biegsamen Elementen aus Stahl und Aluminium, die zusammengesetzt und etwa durch Bemalung oder Patinierung nachbearbeitet wurden.

## Ausstellungen
1954 präsentierte er in der Redfern Gallery in London seine erste Einzelausstellung, damals noch mit Gemälden. Bis 1986 stellte er regelmäßig in dieser Galerie aus. 1966 wurde eine Retrospektive seiner Werke in der Whitechapel Art Gallery gezeigt, weitere Retrospektiven folgten 1978 in der Serpentine Gallery in London und 1986 in der Henry Moore Gallery des Royal College of Art in London sowie 1995 in der Royal West of England Academy. Eine Retrospektive seiner Zeichnungen wurde 1991 im Natural History Museum gezeigt. In jüngerer Zeit waren Werke Kneales in Einzelausstellungen in der Hart Gallery in London (2012) und in der Royal Academy of Arts (2011) zu sehen.
Kneale war an zahlreichen Gruppenausstellungen beteiligt, unter anderem in der Hayward Gallery und in der Tate Gallery. Viele seiner Werke befinden sich in öffentlichem Besitz. Unter anderem befinden sich Werke Kneales im Britischen Museum, dem Museum of Modern Art in New York, den National Galleries of Victoria in Australien und im Manx Museum. Mehrere öffentliche Gebäude sind mit Werken Kneales geschmückt: Die Westminster Cathedral wurde mit zwei Skulpturen Kneales ausgestattet, die Kathedrale von Portsmouth besitzt Türen nach Entwürfen Kneales, das Regierungsgebäude der Isle of Man eine Skulptur. Ebenso sind Schulen, eine Bibliothek und andere Gebäude mit Kneale-Skulpturen geschmückt.

## Auszeichnungen
1952 gewann Kneale den Leverhulme Prize und 1955 den Daily Express Young Painters’ Prize. 1969 erhielt er einen Arts Council Purchase Award. 1974 wurde er zum Mitglied der Royal Academy gewählt. Er ist Trustee der Royal Academy of Arts und Senior Fellow des Royal College of Art.